# Máximo Perrone
Máximo Perrone, né le 7 janvier 2003 à Buenos Aires, est un footballeur argentin qui évolue au poste de milieu défensif au Como 1907.

## Biographie

### Carrière en club

#### Débuts à Buenos Aires
Máximo Perrone est un pur produit du Vélez Sarsfield — dont il a rejoint le centre de formation à l'âge de six ans, après avoir joué à Villa Devoto,, — jusqu'à y signer son premier contrat professionnel en 2019,,.
Il s'illustre très tôt en équipes de jeunes, au sein d'une génération prometteuse, dont il est le la figure de proue avec Matías Soulé,.
Ayant prolongé son bail avec le club de Buenos Aires en 2021,, il fait ses débuts professionnels pour Vélez le 6 mars 2022 lors d'un match de Copa de la Liga Profesional contre l'Estudiantes.
Le 18 mai 2022, il marque son premier but en professionnel lors du match de poule en Copa Libertadores contre le Nacional, un coup de tête dans les arrêts de jeu qui permet aux argentins de l'emporter 3-2 en Uruguay,,.
S'imposant comme une pièce fondamentale du club de première division argentine, il en récupère même occasionnellement le brassard de capitaine,. 
Il s'illustre notamment lors du bon parcours dans cette édition 2022 de la Libertadores, dont Vélez atteint les demi-finales. En plus de son but contre le Club Nacional, il est aussi passeur décisif contre le Club Estudiantes en phase de groupe, avant de verrouiller sa défense en huitième pour éliminer River Plate, le club le plus titré d'Argentine.
Perrone est néanmoins forfait pour la double confrontation des demies à la suite d'un pneumothorax, les siens s'inclinant face au futur champion, Flamengo,.

#### Arrivée en Europe
Le 23 janvier 2023, alors qu'il est encore engagé dans le championnat sud-américain des moins de 20 ans, Perrone signe un contrat de cinq ans et demi avec Manchester City, pour un transfert estimé à environ 8,2 millions de livres sterling, le montant de sa clause libératoire,,,. C'est notamment Javier Mascherano — son entraineur avec les jeunes argentins — qui le recommande au manager Pep Guardiola,.
Il fait ses débuts avec le club de Manchester le 25 février suivant, remplaçant Erling Haaland à la 72e minute d'une victoire 4-1 à l'extérieur en Premier League, contre Bournemouth,,.

### Carrière en sélection

#### Équipes de jeunes
International argentin dès les moins de 16 ans,, Máximo Perrone est également sélectionnable avec l'Espagne, pays dont il possède aussi la nationalité.
Avec les moins de 16 ans argentins il remporte le Tournoi de Montaigu, qui fait office de mondial non officiel pour la catégorie de jeunes, où il porte même le brassard de capitaine,,,.
Début 2022, il est sélectionné avec les moins de 20 ans, prenant part au premier match sous l'égide du nouveau sélectionneur Javier Mascherano, un match nul 2-2 en amical contre les États-Unis d'Obed Vargas, Paxten Aaronson, Justin Che (en) et Kevin Paredes,.
Il fait ensuite partie des argentins sélectionné pour le Championnat sud-américain des moins de 20 ans en 2023 (en). Buteur contre le Paraguay en ouverture de la compétition, qu'il joue comme titulaire, il ne permet néanmoins pas à son équipe de s'extraire de la première phase de groupe.

#### Équipe senior
En mars 2023, Perrone reçoit sa première convocation en équipe d'Argentine senior pour deux matches amicaux contre le Panama et Curaçao, dans ce qui est la première liste de Lionel Scaloni après le titre mondial décroché par l'Argentine. Il fait partie d'un groupe de jeunes joueurs qui intègrent l'équipe, à l'image d'Alejandro Garnacho, Lautaro Blanco, Facundo Buonanotte et Valentín Carboni,,,.

## Style de jeu
Máximo Perrone a évolué à différents postes lors de sa formation, jouant notamment comme ailier offensif ou arrière latéral avant de se stabiliser au poste de milieu de terrain,. Capable de jouer comme relayeur il se spécialise au poste de milieu défensif ou « numéro 6 »,.
Il est décrit comme un joueur agressif, capable de mettre une intensité hors du commun dans la partie, mais faisant aussi montre d'un jeu élégant et d'une grande intelligence tactique,,,.
Perrone est notamment comparé à Fernando Redondo à ses débuts,,, mais aussi à Fernando Gago ou encore Sergio Busquets, dont le jeune joueur déclare s'inspirer,. Sa capacité à faire des différences en attaque malgré son positionnement reculé lui vaut aussi des comparaisons avec Frenkie de Jong et Federico Valverde.

## Palmarès

### En club
- Manchester City (2)
  - Coupe d'Angleterre (1)
    - Vainqueur : 2023

  - Ligue des champions (1)
    - Vainqueur : 2023

### En sélection nationale
- Argentine -16 ans
  - Tournoi de Montaigu (1)
    - Vainqueur en 2019